# Franz Biebl
Franz Xaver Biebl (* 1. September 1906 in Pursruck, Oberpfalz; † 2. Oktober 2001 in München) war ein deutscher Komponist, vorwiegend von Chormusik.

## Leben
Biebl besuchte von 1916 bis 1925 in Amberg das Humanistische Gymnasium. Ab 1926 studierte er an der Musikhochschule München Komposition und Dirigieren, unter anderem bei Joseph Haas. Während seines Studiums wurde er Mitglied des AGV München. 1932 wurde er Chordirektor an der Pfarrkirche München-Thalkirchen, 1939 Dozent für Musiktheorie und Chorgesang an der Musikhochschule und Jugendmusikschule Mozarteum in Salzburg. Im gleichen Jahr heiratete er.
Im Zweiten Weltkrieg wurde er 1943 zum Wehrdienst einberufen. 1944 geriet er in Italien in amerikanische Kriegsgefangenschaft, die er zum großen Teil in Fort Custer in Michigan verbrachte und aus der er 1946 entlassen wurde.
In Amerika machte Franz Biebl Bekanntschaft mit amerikanischen Folksongs, Gospels und Spirituals. Allerdings waren die zu dieser Zeit erhältlichen Arrangements für Laienchöre zu schwer, was ihn veranlasste, einfachere, aber trotzdem wirkungsvolle Sätze zu schreiben.
Nach seiner Rückkehr nach Deutschland wurde er 1947 Chordirektor an der Stadtpfarrkirche in Fürstenfeldbruck. Ab 1949 war er auch wieder, wie schon vor dem Krieg, für den Bayerischen Rundfunk tätig. 1959 wurde ihm dort das Referat Chorwesen übertragen, das er bis zu seiner Pensionierung 1971 leitete. Dabei widmete er sich vorwiegend der Förderung der Laienchöre. Für seine Verdienste auf diesem Gebiet wurde er 1974 mit dem Nordgau-Kulturpreis der Stadt Amberg ausgezeichnet; 1976 erhielt er außerdem den Kulturpreis Ostbayern.
Im Jahre 2001 starb Franz Biebl nach kurzer Krankheit. Er wurde auf dem Waldfriedhof im Münchner Stadtteil Solln neben seiner im Februar 2000 verstorbenen Frau Ricarda begraben.

## Werke
Den Mittelpunkt des musikalischen Schaffens von Franz Biebl bildet die A-cappella-Chormusik, insbesondere das Volkslied. Dabei legte er immer großen Wert auf die Einfachheit, so dass seine Kompositionen und Sätze auch von Laien gesungen werden können. Stilistisch ist Biebl, obwohl er im 20. Jahrhundert lebte, eher der Romantik zuzuordnen, womit er in der Tradition von Friedrich Silcher und ähnlichen Komponisten steht.
Alleine von den bereits erwähnten amerikanischen Gospels und Spirituals veröffentlichte Biebl etwa 50 Arrangements. Bei den meisten Kompositionen handelt es sich aber im weiteren Sinne um deutsche Volkslieder, und zwar sowohl um Arrangements bereits bestehender Stücke als auch um komplett neue Vertonungen fremder und eigener Texte. So vertonte Biebl während des Dritten Reiches auch nationalsozialistische Marschlieder (Die Trommel schlägt und schmettert (1940), Feindwärts ziehen die Kolonnen (1940), Hier liegen wir heute, wo liegen wir morgen (1942) u. a.). Diese bilden aber nur einen kleinen Teil seines Schaffens: Insgesamt schrieb Biebl hunderte von Stücken zu allen Themenbereichen des menschlichen Lebens, und zwar sowohl für Männerchor als auch für gemischten Chor. Dank ihrer Einfachheit und Eingängigkeit wurden die Kompositionen Biebls schnell sehr populär und fanden Einzug in das Repertoire der meisten Laienchöre im deutschsprachigen Raum, aber auch von professionellen Ensembles wie zum Beispiel der Regensburger Domspatzen oder des Maulbronner Kammerchors.
Sein bekanntestes Werk ist ein Ave Maria, das er 1959 ursprünglich für Männerchor schrieb und erst später für gemischten Chor bearbeitete. Es wurde 1970 durch das Vokalensemble der Cornell University, das Biebl in München bei einer Rundfunkaufnahme im Rahmen einer Deutschlandtournee kennengelernt hatte, in den Vereinigten Staaten erstaufgeführt und wurde dort bald sehr populär, besonders durch die Aufnahme in das Repertoire des professionellen Vokalensembles Chanticleer.